# Ojstrica (Berg)

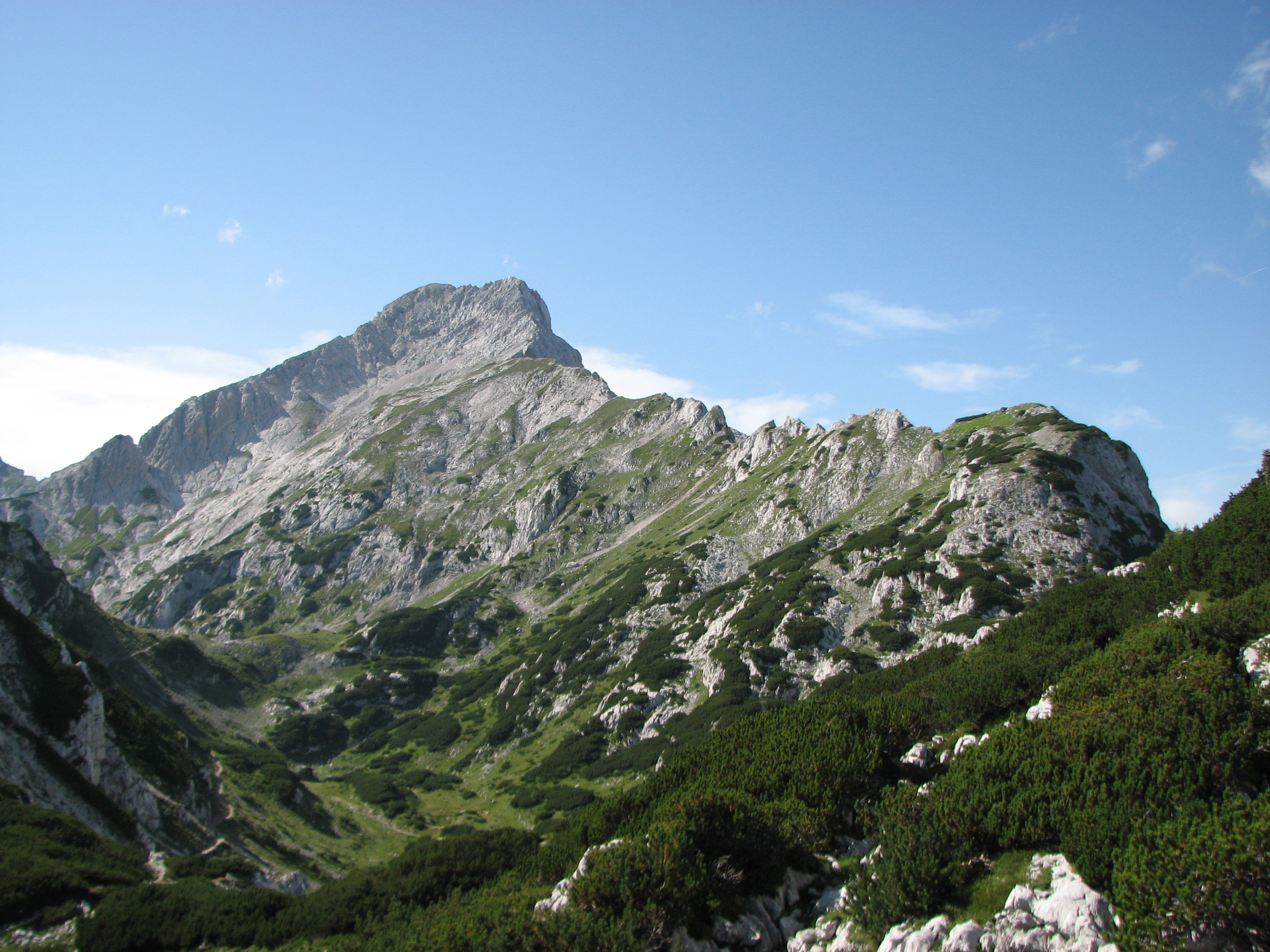
Ojstrica vom Dleskovec-Plateau

Der Berg Ojstrica (2350 Meter) – von slowenisch oster = scharf, spitz – liegt im östlichen Teil der Steiner Alpen in Slowenien. Bergtouren starten üblicherweise im Bergsteigerdorf Luče.
Mit charakteristischem Pyramidengipfel ist er weithin sichtbar.
Seine Nordwand, die 600 Meter tief zum Logar-Tal abfällt, bietet zahlreiche Kletterrouten.
Der Osthang fällt steil zum Gletschertal Robanov kot. Der Bergrücken selbst ist mit dem Berg Škrbina und weiter Richtung Nordosten dem Berg Krofička (2083 m) verbunden.
Der südliche Hang fällt bis zum Dleskovec-Plateau ab. Der südwestliche Hang ist über Škarij und Lučka Baba (2244 m) mit dem Planjava-Massiv (2394 m) verbunden.